# 拜尔凯斯
拜尔凯斯，是匈牙利索博尔奇-索特马尔-贝拉格州所辖的一个村。总面积13.18平方公里，总人口884，人口密度67.1人/平方公里（2011年1月1日）。